# 豊橋カレーうどん
豊橋カレーうどん（とよはしカレーうどん）は、愛知県豊橋市のご当地グルメとして創作されたカレーうどんである。

## 概要
豊橋観光コンベンション協会が、地域おこしの一環で2009年夏頃から構想していたメニューを地元の麺類組合に開発を依頼。ご当地グルメによる地域おこしがブームになっていること、豊橋市のうどんは100年以上の歴史があり、うどんの消費量も多いことなどに着目して企画された。豊橋市と商工会議所の協力の元、8回の試食を経て、2010年4月24日に、豊橋市内の40店で発売された。発売直後のゴールデンウィークの観光客に好評で、2週間でうどん店の売り上げが2割伸びたことから、町の活性化に効果があったと報じられている。
作り方の特色は、丼の底の方にとろろご飯をよそい、その上からカレーうどんが盛りつけられていることである。普通のカレーうどんでは食べた後に残ってしまう出汁を、カレーライス・カレー雑炊として美味しく食べきれるように工夫された。先にうどんの層だけを食べることで、2種類の違った味が楽しめる。ご飯を後から入れるのには抵抗を感じるという人にも配慮したという。食器が一個の丼で済むため、イベントでの提供が容易というメリットもある。
2013年4月より「豊橋カレーうどん風せんべい」が発売になった。カツオだしが効いたカレー味のせんべいで、原材料に豊橋カレーうどんの特徴のとろろやうずら卵、玄米を使用している。

## ルール

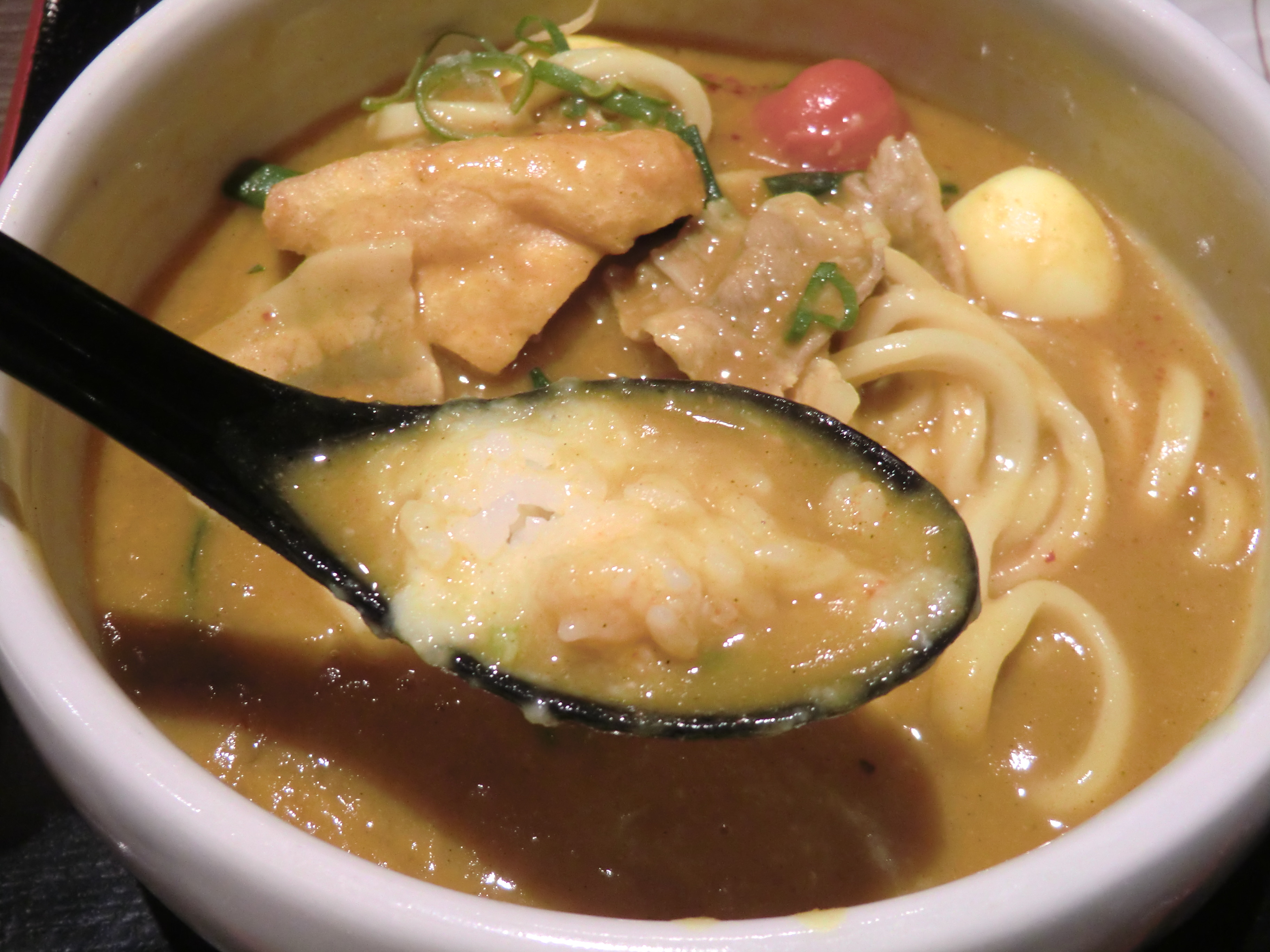
丼の中には、とろろご飯が入っている

豊橋カレーうどんを名乗るためのルールとしては、次の5箇条が定められている。
- うどん麺は自家製麺とする。
- 器の底から、ご飯、とろろ、カレーうどんの順に盛る
- 日本一位の生産量を誇る「豊橋産のうずら卵」を具に使用する
- 福神漬または壺漬け・紅しょうがを添える。
- 愛情を持って作る。

以上のルールの範囲内で、うずら卵を薄焼き卵にして載せ天津飯風にする、チーズを加えるなどの各店ごとのバリエーションがある。
また食べ方にもルールがあり、「豊橋カレーうどんの食べ方」という説明書きを提示している店もある。
- 器の底に箸をさして混ぜない[7]。
- 下からとろろが現われるまでカレーうどんだけを食べる[8]。
- 残ったカレースープをとろろかけご飯と混ぜて食べる[8]。